# Presserat (Osttimor)

Logo des Conselho de Imprensa

Der Conselho de Imprensa (deutsch Presserat) ist ein unabhängiges Organ des Öffentlichen Rechts in Osttimor mit Sitz in Dili. Er wurde im Oktober 2013 eingerichtet.

## Übersicht
Vorbild war in weiten Teilen der Presserat in Indonesien. Struktur und Statuten werden in der Verordnung Nr. 25/2015 vom 5. August 2015 festgelegt. Der Rat nahm seine Regularien am 16. Mai 2016 an.
Im Staatshaushalt von 2016 wurden für den Presserat 700.000 US-Dollar eingeplant. 136.000 US-Dollar für Gehälter, 404.000 US-Dollar für Arbeitsmaterial und Dienstleistungen und 160.000 US-Dollar für Kleinaufgaben.

## Mitglieder

### Regeln

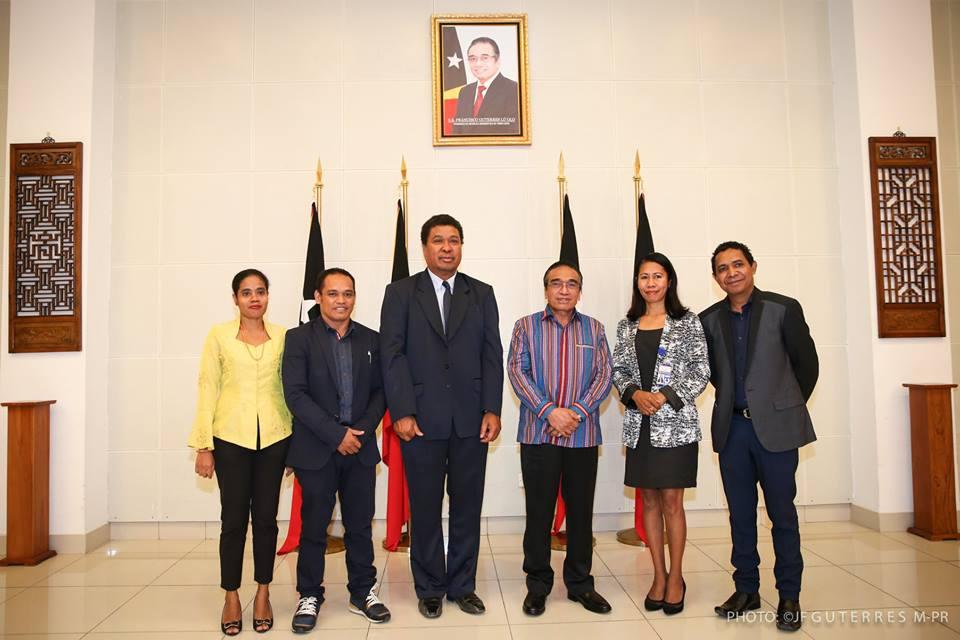
Virgílio da Silva Guterres mit einer Delegation des Presserates bei Staatspräsident Francisco Guterres

Der Conselho de Imprensa besteht aus zwei gewählten Vertretern der Journalisten, einem Vertreter der Medienunternehmen und zwei vom Nationalparlament bestimmten Mitgliedern. Mitglied können nur erwachsene Staatsbürger Osttimors werden. Sie dürfen aber nicht
1. in den letzten zwei Jahren ein Amt in einer unabhängigen Körperschaft, einem Organ der Regierung oder der kommunalen Leitung innegehabt haben,
2. in den letzten zwei Jahren ein Amt in einer politischen Partei innegehabt haben,
3. ein Beamter für Öffentlichkeits- oder Pressearbeit, Kommunikation oder Bilder sein,
4. ein Mitarbeiter des Öffentlichen Dienstes sein oder
5. in den letzten zwei Jahren ein Eigentümer oder Mitglied der Verwaltung, des Managements oder der Direktion eines Organs der Gesellschaftskommunikation gewesen sein.

Von der letzten Regelung sind die Vertreter der Journalisten ausgeschlossen.

### 2016–2021
2015 wurden die drei Medienvertreter gewählt, das Parlament brauchte neun Monate, um seine beiden Repräsentanten zu bestimmen. Für die Medienunternehmen saß im Rat José Maria Ximenes von der Timor Post. Francisco Belo Simões da Costa vom Timor-Leste Press Club (TLPC)/Timor-Leste Press Union (TLPU) und Hugo Maria Fernandes von der Associação de Jornalistas de Timor-Leste (AJTL) vertraten die Journalisten. Virgílio da Silva Guterres und Paulo Adriano da Cruz Araújo (Hunu Mali) wurden vom Parlament geschickt. Silva Guterres wurde am 31. März 2016 bei der ersten Sitzung des Rates zu seinem Präsidenten gewählt. Die Vereidigung der Ratsmitglieder fand am 10. Mai statt.
Am 27. September 2018 wurde Francisco Belo Simões da Costa als Nachrichtenredakteur von seinem Arbeitgeber GMN entlassen. Begründet wurde dies mit seinem Engagement beim Presserat. Costa könne sich nicht auf seine Arbeit konzentrieren, wenn er gleichzeitig für den Presserat arbeitet. Die Internationale Journalisten-Föderation und TLPU protestierten gegen die Entlassung und forderten die Wiedereinstellung.

### 2021–2023
Am 18. Januar 2021 wurden vom Parlament der Journalist Expedito Loro Dias Ximenes und der Jurist Benevides Correia Barros in den Presserat gewählt. Neues Mitglied wurde Otélio Ote. Francisco Belo Simões da Costa wurde ebenso wieder gewählt, wie Präsident Virgílio da Silva Guterres.

### 2023–2025
Virgílio da Silva Guterres wurde 2023 zum Ombudsman des Provedoria dos Direitos Humanos e Justiça ernannt und schied damit aus dem Presserat aus. Otélio Ote wurde neuer Präsident und als Neumitglied kam der Journalist Amito Qonusere Araújo hinzu. Ximenes wurde 2023 zum Staatssekretär für soziale Kommunikation (SECOMS) vereidigt. Francisco Simões vertritt die Journalisten.

## Aufgaben
Der Conselho de Imprensa ahndet Fehlverhalten von Journalisten und Verstöße gegen deren Ehrenkodex, der 2013 veröffentlicht wurde, sofern die Fälle nicht strafrechtlich relevant sind. Er akkreditiert und registriert Journalisten, auch ausländische Korrespondenten.
Nach seinen Statuten soll der Rat die Meinungs- und Pressefreiheit unterstützen und die Unabhängigkeit der Medien vor dem Einfluss durch Individuen, Gruppen, politische und Wirtschaftsinteressen schützen. Der Rat soll den Zugang zum Journalistenberuf in Vereinbarung mit den gesetzlichen Anforderungen sicherstellen und die Entwicklung des Journalismus in Osttimor fördern und seine Professionalität sicherstellen im Respekt vor hohen ethischen Anforderungen und Qualitätsstandards. Seine Pflichten ergeben sich aus dem Mediengesetz.

## Kritik
Reporter ohne Grenzen sah in der Einrichtung des Conselho de Imprensa eine Maßnahme, die zur Selbstzensur von Journalisten führt. In der Rangliste der Pressefreiheit erlebte Osttimor unter anderem deswegen einen Absturz von Platz 77 auf Platz 103.